# Studio Clutch
Studio Clutch Inc.  (株式会社スタジオクラッチ Kabushiki-gaisha Sutajio Kuratchi?), es un estudio de animación japonés fundado en 2024. Su enfoque principal más allá de la animación tradicional, abarca servicios de 3DCG, desarrollo musical, merchandising y eventos en vivo.

## Historia
Studio Clutch fue fundado el 5 de febrero de 2024 por profesionales con experiencia previa en la industria de la animación y la producción digital en Japón. Su representante actual es Jun'ichi Takagi. La compañía se estableció con el objetivo de crear "producción visual que sorprenda al mundo con pasión y tecnología". Desde su fundación, el estudio ha expandido sus actividades más allá de la animación tradicional, abarcando también servicios de 3DCG, desarrollo musical, merchandising y eventos en vivo.
Su sede se encuentra en el distrito de Nakano, Tokio, una zona conocida por albergar múltiples empresas del sector audiovisual y del anime. El estudio ha anunciado su participación en la animación de series televisivas desde su primer año de operación y ha establecido colaboraciones con empresas del medio, como Sotsu.
Su primer trabajo como estudio de animación principal fue la adaptación del anime de la serie de novelas ligeras Tsuyokute New Saga.

## Obras

### Series de televisión
| Año  | Título             | Director       | Fecha de primera transmisión | Fecha de última transmisión | Eps. | Notas                                                                                    | Refs.             |
| ---- | ------------------ | -------------- | ---------------------------- | --------------------------- | ---- | ---------------------------------------------------------------------------------------- | ----------------- |
| 2025 | Tsuyokute New Saga | Naoki Mizusawa | 3 de julio de 2025           | —                           | 12   | Adaptación de las novelas ligeras escritas por Masayuki Abe e ilustradas por Ryūta Fuse. | [ 5 ] [ 6 ] [ 7 ] |